# Tadarida lobata
Tadarida lobata — вид кажанів родини молосових.

## Середовище проживання
Знаходиться в Кенії та Зімбабве. Його природним середовищем проживання є сухі савани. Висотний діапазон: між 600 і 2000 м над рівнем моря.

## Стиль життя
Вид лаштує сідала невеликими колоніями в скельних тріщинах. 